# Ermita de San Luis Beltrán (Cinctorres)
La ermita de San Luis Beltrán situada dentro de la población de Cinctorres (Provincia de Castellón, España), en la calle que lleva su nombre, es un edificio construido probablemente en el siglo XVII, añadiéndose el atrio en 1678.
Está catalogada como Bien de Relevancia Local según la Disposición Adicional Quinta de la Ley 5/2007, de 9 de febrero, de la Generalitat, de modificación de la Ley 4/1998, de 11 de junio, del Patrimonio Cultural Valenciano (DOCV Núm. 5.449 / 13/02/2007), con el código: 12.01.045-011.

## Descripción
Presenta planta rectangular, de pequeñas dimensiones, mide unos 6 x 14 metros. La cubierta de la única nave cubierta es a dos aguas, y está rematada con tejas árabes y presenta dos contrafuertes laterales. Se accede al templo por una puerta enmarcada en un dintel de sillares, a partir de un amplio porche con tres frentes abiertos mediante arcos de medio punto. En el tejado presenta una pequeña espadaña con apertura semicircular.
Por su parte el interior del recinto está dividido en dos tramos por pilastras formando una bóveda de arista. Destaca su antigua pila bautismal, así como las interesantes pinturas murales, datadas de la primera mitad del siglo XVIII, que presentan sus paredes, con ángeles músicos junto al santo de la advocación del templo.
Además hay que señalar el relieve de madera representando al santo, construido en 1985, que puede contemplarse en el altar mayor.
Sufrió grandes daños durante la guerra civil, y fue restaurada en 1984.